# Aes grave

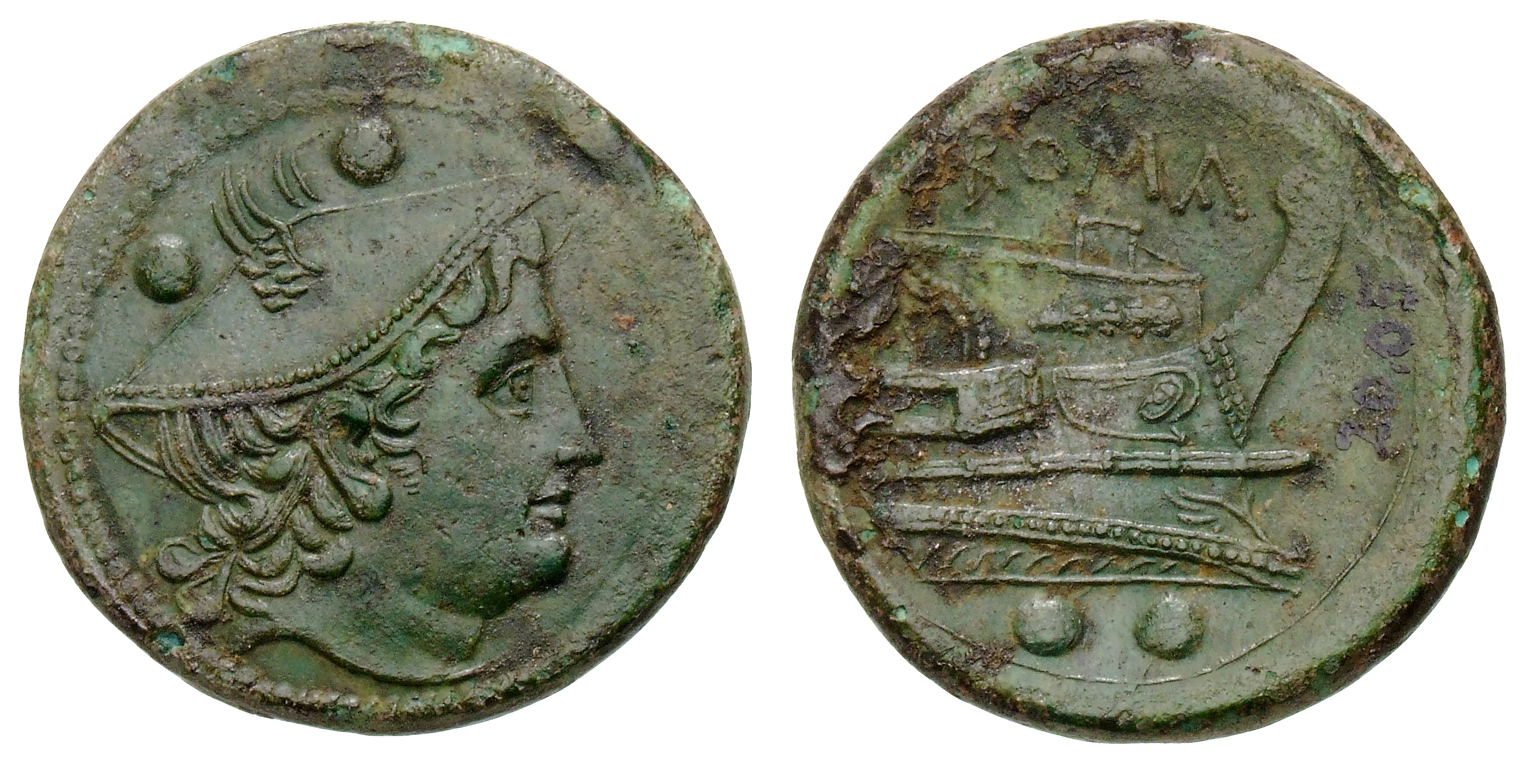
Aes grave: Sextans, 217–215 a. C. En el anverso, la cabeza del dios Mercurio; en el reverso, la proa de un barco (prora).

Un aes grave ("bronce pesado") o aes libral es un término latino por el que los escritores romanos designaban las pesadas monedas arcaicas de bronce fundido de los primeros tiempos de la República. 
Originalmente fueron emitidas en Italia central por diversas poblaciones, principalmente durante el siglo III a. C., coincidiendo, en parte, con el aes signatum. El peso estándar (base de la moneda) del aes grave era inicialmente la libra comercial romana , equivalente a 327,45 gramos, que posteriormente se redujo a 272,8 gramos, dependiendo de la autoridad emisora. Otras veces, se encuentran piezas con un peso superior a la libra itálica pesada (340 gramos) en Apulia y Piceno.

## Historia
En numismática, se refiere a las monedas redondas de bronce fundido de finales del siglo IV a. C. y del siglo III a. C. procedentes de Italia central y de Italia del norte.
La característica común de estas monedas suele ser una marca de valor, oscilando entre el as y la onza (latín: uncia). Los signos establecidos para las principales monedas eran:
- I, vertical u horizontal, como nominal básico del as, así como imágenes de dioses o, a menudo, la proa de una galera.
- S para el semis (1/2 as).
- Bolitas según el número de uncias (una bolita por cada 1/12 as).[3]

En la mayoría de las monedas, la denominación se indica mediante bolitas (una bolita por cada 1/12 as; S=1/2 as e I= una as) en ambas caras, pero las dos bolitas de la tortuga parecen haber cumplido una doble función como patas traseras. La marca de denominación se encuentra también en el reverso, entre los radios de la rueda.  
Las denominaciones iban desde el as hasta la uncia, pasando por la rara media onza y el cuarto de onza. También había ases múltiples.
En la literatura numismática, la designación similar Ae (Æ) generalmente significa monedas de cobre o bronce de la época tardorromana (follis), algunos de cuyos nombres exactos se desconocen en la actualidad. Las designaciones Ae 1 a Ae 4 son tamaños de moneda aproximados en los catálogos de monedas modernos (AE1 = 32–26 mm, AE2 = 25–21 mm, AE3 = 20–17 mm, AE4 = <17 mm).
Las principales monedas de fundición romanas llevaban estas marcas e imágenes:
| Image         | value    | mark           |
| ------------- | -------- | -------------- |
| Jano          | As       | I              |
| Júpiter       | Semis    | S              |
| Minerva       | Triens   | cuatro bolitas |
| Hércules      | Quadrans | tres bolitas   |
| Mercurio      | Sextans  | dos bolitas    |
| Belona o Roma | Uncia    | una bolita     |

### Ciudades emisoras
Las series principales fueron de Roma, Ariminum (Rímini), Iguvium (Gubbio), Tuder (Todi), Ausculum (Ascoli Satriano), Firmum (Fermo), Hatria - Hadria (Atri), Luceria (Lucera) y la Italia central latina. Otras series tienen procedencia desconocida.

## Galería
|                   |
| As (c. 235 a. C.) |

|        |
| Semis. |

|                           |
| Triens (c. 241–235 a. C.) |

|                                                                         |
| Quadrans (c. 230–226 a. C., peso 63.19 gramos Vecchi 61; Crawford 27/8) |

|                            |
| Sextans (c. 289–245 a. C.) |

|                                 |
| Quincunx (después de 220 a. C.) |

|                                           |
| Teruncius (Apulia, Luceria. c. 220 a. C.) |

|                          |
| Uncia (c. 275–270 a. C.) |